# Halticoptera dimidiata
Halticoptera dimidiata är en stekelart som först beskrevs av Förster 1841.  Halticoptera dimidiata ingår i släktet Halticoptera, och familjen puppglanssteklar. Arten är reproducerande i Sverige.